# Конти, Валерио
Валерио Конти (итал. Valerio Conti; род. 30 марта 1993, Рим, Италия) — итальянский профессиональный шоссейный велогонщик, выступающий за команду UAE Team Emirates.

## Достижения
2010
- 1-й на этапе 1 Tre Ciclistica Bresciana
- 3-й на Trofeo Città di Ivrea

2011
- 1-й на Tre Ciclistica Bresciana — Генеральная классификация
  - 1-й на этапах 1 и 3
- 1-й на Trofeo Dorigo Porte
- 1-й на этапе 1 Trofeo Karlsberg
- 2-й на Чемпионате Италии по шоссейному велоспорту среди юниоров в индивидуальной гонке с раздельным стартом
- 2-й на Чемпионате Италии по шоссейному велоспорту среди юниоров в групповой гонке
- 3-й на Giro della Lunigiana
- 4-й на Чемпионате Европы по шоссейному велоспорту среди юниоров в групповой гонке

2013
- 3-й на Ruota d'Oro

2014
- 1-й на Гран-при Бруно Бегелли
- - лидер в комбинированной классификации на этапах 2 и 4 Вуэльта Испании

2015
- 1-й  Туре Японии — Очковая классификация
  - 1-й на этапе 6
- 10-й на Coppa Sabatini

2016
- 1-й на этапе  13 Вуэльта Испании

2019
- 2-й Тур Турции 2019 — Генеральная классификация
- 4-й Вуэльта Сан-Хуана — Генеральная классификация
- Джиро д'Италия Лидер в генеральной классификации после Этапов 6 — 11[1][2][3][4][5][6]

## Статистика выступлений наГранд Турах
| Гранд Тур | 2014 | 2015 | 2016 | 2017 | 2018 | 2019 |
| --------- | ---- | ---- | ---- | ---- | ---- | ---- |
| Джиро     | -    | -    | 27   | 68   | 24   | ...  |
| Тур       | -    | -    | -    | -    | -    |      |
| Вуэльта   | 112  | 151  | 66   | -    | 60   |      |